# Reddition de la colonne Elster
 (mars 2012).
La reddition de la colonne Elster est la reddition signée le 10 septembre 1944 à Issoudun dans le département français de l'Indre d'une colonne allemande composée de 18 500 soldats et personnels militaires de la Wehrmacht et commandée par le général Elster qui se repliait vers le nord-est de la France. Cette reddition est considérée comme l'un des épisodes militaires les plus glorieux de la Résistance intérieure française pendant la Seconde Guerre mondiale.

## Contexte
En août 1944, la situation militaire est devenue très difficile pour l'armée allemande sur son front de l'Ouest. Les Alliés après avoir piétiné plusieurs semaines après le Débarquement, ont définitivement gagné la bataille de Normandie, avec la réduction de la poche de Falaise et foncent vers les Vosges. Les Américains et la 1re armée française, débarqués le 15 août en Provence, progressent rapidement vers le nord. Les unités allemandes d'occupation encore en place au sud de la Loire vont être prises en tenaille et doivent se replier au plus vite vers l'Allemagne.

## Organisation du repli
L'ordre de repli est donné le 19 août aux troupes stationnées dans le Sud-Ouest et le Centre-Ouest de la France. L'opération, dénommée Herbstzeitlose (« Colchique d'automne » en français), est habillée en action militaire contre les terroristes français. Il s'agit en fait de rejoindre au plus vite les villes de Dijon puis Belfort, tout en détruisant au passage les maquis rencontrés. Trois groupements de marche sont constitués. Le groupement du sud-ouest, le plus important, réunit 25 500 hommes sous les ordres du général Elster. Les deux autres sont le groupement Taglishbeck au Centre-Ouest, avec 11 000 hommes, et le groupement Wurzer, au Centre, avec 7 000 hommes. Ces deux derniers groupements, les plus au nord, partent les premiers et parviendront à regagner l’Allemagne malgré leurs pertes pendant la marche.
Botho Elster est alors le chef de la Feldkommandantur 54 de Mont-de-Marsan, après l'avoir été de celle de Marseille. Il est peu apprécié des éléments nazis de la Wehrmacht et d'Adolf Hitler. Sa nomination paraît étonnante mais s'explique facilement : tous les généraux bien considérés sont au front. C'est un officier de valeur, dans la tradition prussienne, qui s'est illustré pendant la Première Guerre mondiale et dans les chars au début de celle de 1939. Il a 50 ans, est rigoureux et organisé, et a l'esprit vif.
L'ordre de marche donné par le haut commandement allemand prévoit de tout détruire derrière soi : « Pas une locomotive, pas un train, pas une usine d'énergie électrique, pas un atelier de réparation ne doivent tomber intacts entre les mains de l'ennemi. (...) Toutes les installations économiques et les voies de communication doivent être détruites ».

## Composition de la colonne Elster
Les forces sont composées d'éléments disparates mais fortement armés. Ce n'est pas une division en ordre de marche mais un assemblage d'éléments divers sinon hétéroclites, un groupement de marche, d'où le nom de « colonne Elster », et non de division, qui lui est resté.
Il s'agit des 158e et 159e divisions d'infanterie, du Sicherungs-Bataillon 692 (Bataillon de sécurité), de personnels de la marine, de douaniers et feldgendarmes, de convalescents des troupes du front de l'Est, de 2 000 femmes de différents services, d'éléments des Feldkommandanturen, de groupes de DCA de la Luftwaffe, de personnels hospitaliers,. La colonne va progresser avec les moyens qui lui restent : motorisation, voitures à cheval, charrettes, bicyclettes… Beaucoup d'hommes sont à pied, bientôt dépenaillés, affamés, épuisés. La rapidité de déplacement est pourtant une nécessité : c'est une course contre la montre, les deux armées alliées progressant à toute allure, notamment la 1re armée française qui remonte le long de la vallée du Rhône.

## Opérations militaires de la Résistance
L'ordre de marche de la colonne aurait dû être de se replier en convois groupés utilisant les grandes routes et permettant d'atteindre rapidement Belfort. Cette tactique n'est pas possible car la motorisation disponible est très insuffisante et surtout l'armée allemande a perdu la maîtrise des airs : des convois importants seraient rapidement détruits par les bombardiers et chasseurs-bombardiers alliés, qui peuvent désormais intervenir en nombre sur tout le territoire français. Il reste donc au général Elster à adopter la seule méthode qui lui reste : utiliser les petites routes en se dispersant, au risque d'aller plus lentement, et de donner beaucoup plus de prise à la Résistance française, ce qui va être effectivement fatal à la colonne. Celle-ci se déplace principalement à pied, par marches forcées de jour puis de nuit, et s'étire sur de nombreuses routes secondaires. Quand Elster installe son état-major à Châteauroux, son arrière-garde quitte Poitiers, à 100 km.
La colonne va se heurter successivement à de nombreux maquis, notamment :
- Groupes Dir et Foch (Charente) ;
- FFI-FTP de la Haute-Vienne (lieutenant-colonel Georges Guingouin) ;
- Maquis Rousselet-Vivier ;
- Maquis Bernard (Vienne) ;
- Maquis FTP Rolland (Indre) ;
- Maquis de Guy Lebon (Indre) ;
- Brigade de marche Charles Martel (colonel Chomel) : 27e et 32e régiment d'infanterie (RI) reconstitués (2 350 hommes dont 100 officiers d'active), qui va intégrer les 6 000 hommes des maquis suivants[réf. nécessaire] :
  - Maquis Nord-Indre et Indre-Est (commandant Viollet) ;
  - Maquis Akex (FTP, commandant Laubière) ;
- FFI du Cher, ou brigade Bertrand (commandant Bertrand, alias Benoît), comprenant le 1er RI reconstitué, la 33e 1/2 brigade FFI, les FFI du Cher-Nord du commandant Arnaud de Voguë, un autre maquis FTP, le maquis FFI-FTP du colonel Minguet, alias Surcouf, soit, face à la colonne, 23 compagnies, 225 mitrailleuses et fusils mitrailleurs et sept canons sortis de l'arsenal de Bourges ; plus deux escadrons français de jeeps du SAS (colonel Bourgoin, opération Spencer) et sept sections de jeeps parachutistes prêtées par le général de Lattre ;
- Groupement Thollon (commandant Robert Thollon), issu de 200 aviateurs de Jeunesse et montagne, comprenant aussi une compagnie de fusiliers-marins (commandant Fontaine)[6] et une brigade de la garde du maréchal Pétain.

La colonne se regroupe les 20 et 21 août autour de Libourne puis essaie dans un premier temps de passer par Périgueux et Limoges mais se heurte aux Résistants de la Corrèze et de la Haute-Vienne (Guingouin). Elle gagne Angoulême qu'elle atteint le 25 et remonte vers le nord par Poitiers, et est harcelée tous les jours par les maquis de la Charente et de la Vienne. De Poitiers, elle se dirige vers Châteauroux. La gendarmerie de l'Indre, commandée par le colonel Adrien Henry, va la surveiller et renseigner en continu l'aviation alliée ; un accrochage meurtrier avec les gendarmes aura lieu au sud de Châteauroux dans la forêt du Poinçonnet et à Ardentes. La colonne allemande est attaquée au Blanc par les FTP du colonel Rolland, le maquis Lebon et la brigade de marche Charles Martel du colonel Chomel. Ce dernier, en liaison radio permanente à partir du 4 septembre avec les Américains, coordonne avec eux les interventions de l'aviation alliée, USAAF et RAF, qui harcèle les convois et les bombarde systématiquement quand ils franchissent la Creuse. Désormais, la colonne ne peut progresser que la nuit. Du 3 au 6 septembre, elle subit les harcèlements de la brigade Charles Martel et des maquis FFI et FTP de l'Indre du colonel Minguet. Ces attaques incessantes retardent, épuisent et exaspèrent les soldats qui, ne respectant plus les ordres d'Elster, se livrent à de nombreuses exactions, incendies, vols, viols, massacres de prisonniers et de civils, notamment à Saint-Michel, Sainte-Gemme (où 36 maisons sont brûlées sur 54), Mézières-en-Brenne...
À partir du 4 septembre, les jeeps lourdement armées de mitrailleuses du 4e SAS (2e RCP) des FFL arrivées de Bretagne interviennent en commandos au sud de la Loire et harcèlent les troupes allemandes (Opération Spencer). 
Le 7 septembre, l'avant-garde est attaquée de toute part lorsqu'elle approche du Cher. Le poste de commandement du général Elster est à Châteauroux et l'aviation américaine bombarde la route de Châteauroux à Issoudun, tuant 400 soldats et 300 chevaux et détruisant 70 véhicules. Le 1er RI du Cher intervient à son tour. Le groupement d'Auvergne (colonel Fayard), faisant partie de la colonne Schneider qui protège sur son flanc ouest la progression de la 1re armée française et envoyé par le général de Lattre, attaque l'avant-garde de la colonne. Le 9 septembre, le commandant de l'avant-garde est tué et le chef d'état-major d'Elster fait prisonnier. Les ponts sur la Loire sont tenus par les FFI ou détruits.
L'armée allemande lance une contre-attaque dans la nuit du 9 au 10, pour forcer à tout prix le bouchon de Decize, y emporter le pont et pouvoir rejoindre Autun. Le pont est tenu par le groupe Thollon. Ce combat nocturne de quatre heures, très violent, montre bien la volonté du général de tout tenter pour sortir de la poche. Le pont est pris mais saute au début du passage. Les Allemands doivent refluer au lever du jour. Au matin du 10 septembre, la situation est sans issue pour le général Elster. Il signe le soir sa reddition à Issoudun.
Le 12 septembre, à 13h, à Nod-sur-Seine, les troupes de la 1re armée (1re DFL) du général de Lattre, venant du sud, font jonction avec celles de la 2e division blindée (12e régiment de cuirassiers) du général Leclerc, venant du nord. Pour les Allemands, tous espoirs de repli seraient restés vains.

## Pourparlers et reddition
La reddition est le résultat des combats menés par les Résistants mais elle a été préparée par plusieurs acteurs, personnalités et préfets français, officiers d'état-major français et américains, comme par Elster lui-même.
Le général savait dès sa prise de commandement que sa mission serait très difficile. Il n'imaginait probablement pas qu'elle serait impossible mais a commencé à en prendre conscience dès son arrivée à Poitiers. Il s'y entretient avec le préfet qui se plaint que des civils aient été abattus, et lui remet une lettre assurant que de tels faits ne se reproduiront pas. Cette promesse ne pourra être tenue mais montre que le général adopte une attitude de prudence.
Le 6 septembre, Elster a des entretiens au château de la Pointerie, près de Châteauroux, avec son hôte involontaire, le comte Guillaume d'Ornano, qui l'informe de l'importance des groupes FFI et lui suggère de capituler. Le général l'écoute attentivement et lui dit qu'il ne se rendra jamais aux Résistants, qualifiés de terroristes rouges. Le lendemain, Ornano rend compte au secrétaire général de la préfecture de l'Indre, Roger Brac, lequel prévient le colonel Chomel qui définit aussitôt les conditions françaises d'une reddition.
Le 8, le général est au château de Châteauneuf-sur-Cher. Le duc Gilles de Maillé, là aussi son hôte involontaire, lui suggère la capitulation. Il introduit les capitaines Léon Hussart et Robert Mirault, officiers de renseignement du colonel Chomel, qui sont reçus le soir par le général en tenue civile. Les officiers français demandent au général ses conditions pour une reddition à la brigade Charles Martel, présentée comme une unité régulière reconstituée. Le général estime que le régime nazi n'a plus d'espoir de gagner la guerre, et veut dès lors sauver la vie de ses hommes. Il se résout à la reddition mais refuse courtoisement de se rendre aux maquisards, même s'il les estime en tant que combattants et s'entretient avec leurs officiers. Il est le chef d'une armée régulière et ne se rendra, selon les règles militaires, qu'à une armée régulière, en l'occurrence à l'armée américaine, qui vient d'atteindre la Loire. Il y a peut-être des unités de l'armée française reconstituées et même le précédent très récent, après le combat d'Écueillé, de la reddition d'un groupe allemand au 8e cuirassiers, mais ces unités n'ont pas de chef du grade du général allemand. Ses raisons sont comprises par les chefs FFI qui, soucieux aussi de la vie de leurs hommes, acceptent une reddition aux Américains. Informés par Chomel, ces derniers acceptent de recevoir la reddition. Le 9, Elster perd son chef d'état-major, fait prisonnier, et a de nouveaux entretiens chez le duc de Maillé.
Après l'échec dans la nuit du 9 au 10 de sa tentative de percée à Decize, il sait qu'il n'a plus les moyens de forcer le passage et apprend que la colonne du général Bauer, avec ses 5 000 hommes, qui remontait à l'est vers Autun, a été contrainte à la reddition, le privant de son dernier appui possible. Il accepte d'être conduit à la sous-préfecture d'Issoudun et y a de nouveaux entretiens. Un protocole est mis au point. À 17 h, le général Elster signe sa reddition, devant le général Robert Macon, commandant la 83e division d'infanterie américaine et en présence du colonel Baker, chef d'état-major du général Simpson, commandant la IXe armée américaine, du major anglais McStafford et du colonel Chomel. Ce dernier est ignoré par les Américains qui ne l'appellent pas à contresigner le document.
Le colonel Bertrand, alias Benoît, chef de la 5e région militaire FFI, n'avait pu être prévenu de la signature. Il demande et obtient pour les responsables des Résistants une deuxième cérémonie, qui a lieu le lendemain 11 septembre à la mairie d'Arçay. Le général, furieux, refuse de signer une seconde fois mais accepte de prouver sa reddition en remettant au colonel Bertrand ses ordres de marche à ses troupes. Il est emmené à Romorantin tandis que les éléments de sa colonne remontent vers le fleuve pour se regrouper, encadrés par les SAS du colonel Bourgoin.
Le 14 septembre à Beaugency, le général Elster arrive à cheval à la tête de ses troupes en armes qui défilent devant un détachement américain rendant les honneurs. Il se présente ensuite à pied devant le général Macon, fait une déclaration dans laquelle il dit avoir été privé des unités combattantes qui lui étaient nécessaires, remet son pistolet au général et est fait prisonnier. Au cours de cette troisième cérémonie, les Anglo-Saxons traitent avec condescendance les officiers de la Résistance, ce qui nourrira pendant longtemps dans la population du Centre un sentiment d'antiaméricanisme[réf. nécessaire].
La reddition porte sur :
- 19 605 prisonniers dont 470 officiers et 2 officiers généraux
- 43 canons de campagne et de DCA
- 24 000 armes individuelles
- 557 mitrailleuses
- 375 camions et 501 voitures, dont beaucoup avaient été réquisitionnés et seront rendus à leur propriétaire
- 2 000 chevaux.

Le général Elster remet aussi au préfet de l'Indre les 8 millions de francs qui lui restent, « pour la compensation des dommages » causés par le passage des troupes ayant précédé sa colonne.
La colonne a perdu près de 6 000 hommes, tués, blessés, prisonniers, égarés ou échappés, soit le quart de l'effectif. Les prisonniers sont autorisés à conserver provisoirement leurs armes individuelles et leurs véhicules, malgré l'opposition de Philippe de Vomécourt. Les Américains craignent en effet, comme de Gaulle, que les armes soient utilisées pour équiper des groupes communistes non plus militaires mais politiques.
Le 11 septembre 1944, les combats ont cessé et la guerre est finie et gagnée au sud de la Loire. Seules deux poches y subsistent, à La Rochelle et à Royan et à la Pointe de Grave, où les combats se poursuivront jusqu'à leur reddition, de longs mois plus tard, en avril 1945 et mai 1945.

## Conséquences
Le général Elster, prisonnier de l'armée américaine, est transféré aux États-Unis. Début mars 1945 il est condamné à mort par contumace par la Reichskriegsgericht, la cour martiale allemande de Torgau, et sera amnistié ultérieurement. Pendant sa détention, lui et ses proches officiers sont en butte au mépris de certains de leurs camarades prisonniers avec eux, et même à des menaces de mort, car ces derniers estiment qu'Elster a pris avec sa reddition une assurance sur l'avenir et que c'est avec raison qu'il a été condamné. D'abord détenu dans le Mississippi, il est déplacé à plusieurs reprises pour raisons de sécurité. Libéré en 1947, il revient en Allemagne, traduit Moby Dick en allemand et meurt dans sa maison près de Francfort, à l'âge de 58 ans.
Dans l'histoire de la France pendant la Seconde Guerre mondiale, la reddition de la colonne Elster restera pour la Résistance, parmi tous les combats qu'elle a menés, sa victoire la plus célèbre. Elle est la démonstration de l'efficacité avec laquelle la Résistance militaire a su se constituer et se développer, malgré l'absence d'une autorité centrale de coordination des groupes de résistance et de moyens de liaison efficaces.

## Mémoriaux
- Plaque commémorative dans la cour de la sous-préfecture d'Issoudun
- Croix de Lorraine commémorative sur la façade de la mairie d'Arçay.

## Sources
- Commémoration des négociations de reddition du général Elster et ses 18 000 soldats à Arcay le 11 septembre 1945, sous la présidence du général Kœnig, commandant en chef en Allemagne, Arcay, 6 octobre 1946
- L'organisation de la Résistance dans l'Indre, Michel Jouanneau, 254 p., Michel Jouanneau éd., Franconville, 1975
- La fin des illusions, la capitulation de la colonne Elster, Michel Jouanneau, 162 p., Herblay, 1984
- La capitulation de la colonne Elster, victoire des Maquis de France, Robert G. Dupuy, 1994
- "La colonne Elster", in 39/45 Magazine, no 111, septembre 1995
- "La reddition d'Elster, une victoire FFI en 1944", plusieurs articles, in 1944, la région opprimée, la région libérée, p. 62-64, La Nouvelle République, hors série, 2004
- La Résistance dans le Cher, 1940-1944, collectif, 321 p., Association des amis du musée de la Résistance et de la Déportation de Bourges et du Cher, Bourges, 2002
- "Le général Elster", Barbara Dickenberger et Michel Conan, chaîne ARTE, émissions des 21 et 23 janvier 2004
- Résistance et Libération dans l'ouest de l'Indre, Daniel Chartier, 128p., Alan Sutton, Saint-Cyr-sur-Loire, 2004  (ISBN 2-84253-995-8)
- Jacques Asklund, "La reddition de la colonne Elster" dans Bulletin de la Société archéologique et historique de Beaugency, no 32, 2007, Beaugency